# Beauficel-en-Lyons

Beauficel-en-Lyons este o comună în departamentul Eure, Franța. În 1 ianuarie 2022 avea o populație de 207 de locuitori.